# Isquilo

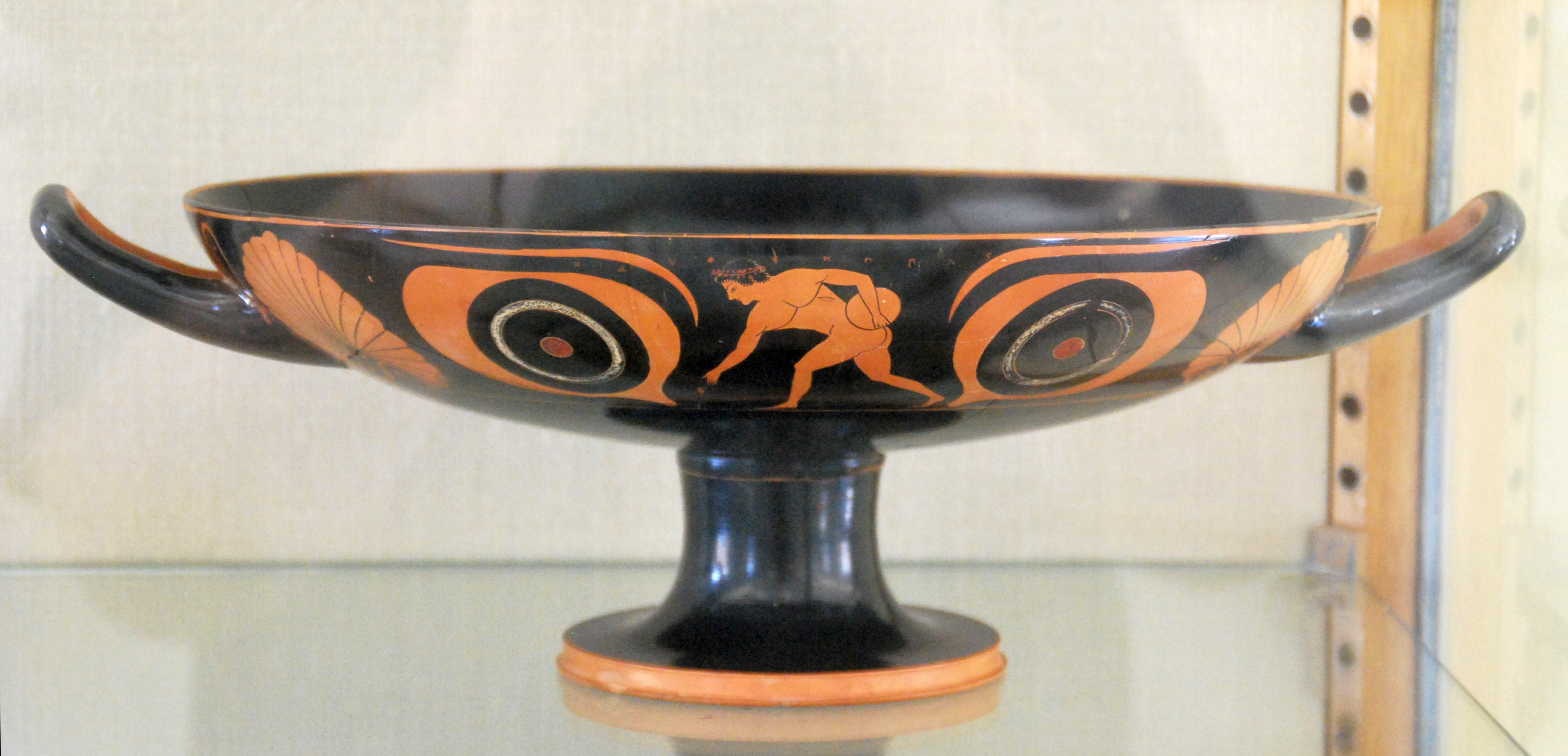
Copa de ojos de Isquilo, Würzburg, Martin-von-Wagner-Museum L 467.

Isquilo o Hisquilo (en griego antiguo: Ἱσχύλος) (activo alrededor del 540-515 a. C.) fue un alfarero ático.
Comenzó su carrera junto al alfarero Saconides en la producción de vasos de figuras negras. Más tarde, en la pintura ática de vasos de figuras rojas ática temprana (525/500 a. C.), se especializó en kílices, especialmente en una copa de ojos, tipo A, con doble decoración (pintura de figuras negras en un lado y figuras rojas en el otro. Es considerado el maestro indiscutible de su producción (se encontraron principalmente en Vulci, en la provincia italiana de Viterbo. La primera de estas copas (aparentemente hecha en su taller) fue decorada por el pintor Olto, pero no fue hasta su colaboración con Epicteto que su producción se estandarizó. Isquilo también hizo copas decoradas únicamente con la técnica de figuras rojas para Epicteto, Fidipo  y el Pintor de Isquilo.
Primero hizo copas de ojos, luego copas de bandas. El comienzo de su período creativo cae en la fase de transición de la pintura de vasos de figuras negras a figuras rojas. Las obras de ambos estilos han sobrevivido. De la fase de figuras negras, donde se le considera uno de los Pequeños maestros, han sobrevivido tres copas firmadas. Sin embargo, la gran mayoría de la producción del taller fue pintada en el estilo de figuras rojas. Su taller debió ser grande, hizo encargos a numerosos pintores de vasos para pintar sus vasijas, incluyendo a Epicteto, Fidipo, Saconides, el Pintor de Isquilo y el Pintor de la copa de Isquilo de Cambridge, que fueron nombrados en su honor.
La firma de isquilo (HISCHYLOS EPOIESEN – Hischylos hizo) se encuentra en diecisiete copas. Trece de ellas están con doble decoración, la mayoría de las cuales están decoradas con ojos grandes (decorados por primera vez en el kílix de Isquilo). Se cree que los ojos en las copas estaban destinados para protegerse de los malos espíritus con su poder mágico.
Fue el inventor del pie de copa tipo AY (alrededor del 525 a. C. cambió el tipo de pie de copa de AZ a AY, que es más ancho y, por lo tanto, más estable, que se adaptó a la forma más gruesa de la copa (con ojos, tipo A) con doble decoración. El arqueólogo suizo Hansjörg Bloesch le atribuye una importancia considerable en el desarrollo de los vasos desde los tipos de figuras negras hasta los comunes entre los pintores de figuras rojas. Uno de sus alumnos y seguidores era Quelis.

## Obras (selección)
Entre paréntesis, detrás del jarrón respectivo se encuentra el pintor ejecutor
- Basilea, Museo de arte antiguo de Basilea y colección Ludwig.

Copa de ojos BS 436 (Epicteto).
- Berlín, Antikensammlung

Fragmento de una copa de ojos F 2100 (Epicteto).
- Cambridge, Fitzwilliam Museum

Copa de ojos GR 38.1864 (G 60) (Saconides) • Copa de ojos GR 14.1937.
- Civitavecchia, Museo Civico

Bandschale 1524
- Heidelberg, Museo de Antigüedades de la Universidad

Fragmento de una copa de ojos 8 (Fidipo) • Fragmento de una copa de ojos 18 (Epicteto).
- Londres, Museo Bránico

Copa de ojos bilingual E 3  (Epicteto)
- Malibú, J. Paul Getty Museum

86.AE.276 (Olto)
- Nueva York, Museo Metropolitano de Arte

Copa de bandas  29.131.6
- Nueva York, Christie’s

Copa de ojos 5./6. Dezember 2001, Nr. 435
- Orvieto, Museo Civico (Collezione Faina)

Copa de ojos 97 (Epicteto)
- Roma, Museo Torlonia

Copa de ojos 158 (Epicteto)
- San Petersburgp, Museo del Hermitage

Copa de ojos ГР-7029 (645) (Epicteto)
- Vaticano, Museo Gregoriano Etrusco

Fragmento de una copa de ojos AST 297
- Würzburg, Martin-von-Wagner-Museum

Copa de ojos L 467 (Fidipo)